# 2012 K리그 드래프트
2012년 K리그 신인선수 선발 드래프트는 2011년 10월 27일 총 469명의 드래프트 참가 신청자가 공고되었으며, 11월 3일 우선지명 선수가 공고되었고 11월 9일 신인선수 선발을 위한 드래프트 회의가 열렸다.

## 개요
| 드래프트 참가 신청자 공고 : 2011년 10월 27일 | 드래프트 참가 신청자 공고 : 2011년 10월 27일 |
| 우선지명 선수 공고 : 2011년 11월 3일         | 우선지명 선수 공고 : 2011년 11월 3일         |
| 드래프트 실시 일시 : 2011년 11월 9일         | 드래프트 실시 일시 : 2011년 11월 9일         |
| 총 드래프트 신청자 : 469명                   | 총 드래프트 신청자 : 469명                   |
| 지명 형식                                    | 숫자                                         |
| -------------------------------------------- | -------------------------------------------- |
| 드래프트 순번내 지명                         | 53명                                         |
| 번외지명                                     | 36명                                         |
| 클럽 유스팀 지명                             | 82명                                         |
| 합계 : 171명                                 |                                              |

## 특기 사항
- 2012년 드래프트부터 번외지명의 연봉은 기존 1200만원에서 2000만원으로 상승하였고, 6순위 지명자의 연봉또한 기존 2천만원에서 2400만원으로 조정되었다.
- 기존 우선지명 상한선이 최대 4명이었던것을 무제한으로 변경하였다. 또한 기존의 우선지명권 행사시 3순위 선수를 뽑지 못했던 규정또한 철회되었다.
- 지명순서는 매 라운드마다 추첨으로 결정하였고, 대구 FC가 1라운드 1순위를 차지하는 행운을 누렸다. 반면에 전북 현대 모터스는 1, 2, 3라운드 세번연속으로 최하위인 15순위를 뽑으며 관계자들을 허탈하게 만들었다.

## 지명 결과

### 우선지명
| 지명팀 (유스 고교) | 프로 직행 선수         | 대학 진학 선수 | 과거 우선지명 선수 중 2012년 입단자 |
| ------------------ | ---------------------- | --- | ----------------------------------- |
| 전북 (영생고)      | 김현                   | 오주호(동아대), 홍현진(동아대), 박형준(전주대), 김인석(호남대) 정현철(명지대), 이태현(한남대), 장혁진(세종대)                   |                                     |
| 성남 (풍생고)      |                        | 박영식(호남대), 이윤상(선문대), 문덕영(경기대), 김현진(아주대) 최진혁(서울대)                                                   | 2010년 김영남 2011년 이영훈         |
| 포항 (포철공고)    | 문규현, 문창진, 이광훈 | 박토진(선문대), 강윤호(선문대), 손민재(영남대), 이남규(한양대) 이준희(인천대), 이후민(전주대)                                   | 2009년 이명주                       |
| 전남 (광양제철고)  | 이슬찬                 | 허용준(고려대), 박종원(고려대), 류현준(전주대), 박성빈(충북대) 이진재(명지대), 이광민(선문대), 오영준(한양대)                   | 2008년 박선용 2009년 주성환, 정현윤 |
| 서울 (동북고)      | 장현우, 김원식         | 주형준(배재대), 백철승(배재대), 김학승(동국대), 최명훈(숭실대) 박준경(광운대)                                                   | 2010년 조민우                       |
| 인천 (대건고)      | 진성욱                 | 최영훈(연세대), 김용환(숭실대), 김종원(세종대)                                                                                  | 2009년 문상윤                       |
| 경남 (진주고)      | 김창훈, 김성현         | |                                     |
| 울산 (현대고)      |                        | 이병화(울산대), 이상철(한양대), 김민규(단국대) 김석원(울산 현대미포조선)                                                        | 2008년 정운                         |
| 대전 (충남기공고)  |                        | 배범근(호남대), 조치헌(경주대)                                                                                                  |                                     |
| 수원 (매탄고)      |                        | 이재진(숭실대), 은성수(숭실대), 김종우(선문대), 박용준(선문대) 이상욱(남부대), 김상혁(홍익대), 연제민(한남대), 김선우(성균관대) |                                     |
| 광주 (금호고)      |                        | 조주영(아주대), 전호준(아주대), 위상혁(남부대), 김의도(건국대) 박수환(조선대), 신송훈(광주대)                                   |                                     |
| 부산 (동래고)      | 구현준, 김지민, 이창근 | 이청웅(영남대) | 2011년 유수철                       |
| 제주 (서귀포고)    |                        | 오종현(울산대), 김선우(울산대), 김제우(전주대), 송찬영(전주대) 왕건명(단국대), 심광욱(아주대), 심태수(한양대), 이승규(미정)     |                                     |
| 대구 (현풍고)      |                        | 남세인(동의대), 박준형(동의대), 김유순(우석대), 엄윤수(동아대) 김원호(전주대), 김도빈(전주기전대), 김성재(도쿄대)               |                                     |

### 드래프트 지명자
- 대구 FC가 전체 1순위 지명권을 얻었고, 180번 동국대학교의 조영훈을 전체 1순위로 지명하였다.

| 구단               | 1순위           | 2순위                | 3순위           | 4순위             | 5순위               | 6순위           | 번외지명                                                                                            |
| ------------------ | --------------- | -------------------- | --------------- | ----------------- | ------------------- | --------------- | --------------------------------------------------------------------------------------------------- |
| 경남 FC            | 지명철회        | 지명안함             | 지명안함        | 하인호 (인천대)   | 김현곤 (숭실대)     | 이근표 (수원대) | 주인배 (광주대)                                                                                     |
| 광주 FC            | 이한샘 (건국대) | 박정민 (한남대)      | 강민 (용인시청) | 지명안함          | 지명안함            | 윤기해 (초당대) | 박종인 (호남대), 여름 (광주대), 문두윤 (조선대)                                                     |
| 강원 FC            | 이재훈 (연세대) | 김동기 (경희대)      | 지명안함        | 김준범 (강릉시청) | 지명안함            | 지명안함        | 고민주 (강릉문성고)                                                                                 |
| 대구 FC            | 조영훈 (동국대) | 황순민 (쇼난 벨마레) | 지명안함        | 박수창 (경희대)   | 정안모 (인천대)     | 지명안함        | 강현영 (중앙대), 이행수 (남부대)                                                                    |
| 대전 시티즌        | 허범산 (우석대) | 황명규 (동국대)      | 지명안함        | 지명안함          | 이상수 (배재대)     | 김우진 (경기대) | 김슬기 (명지대), 유병운 (관동대)                                                                    |
| 부산 아이파크      | 주세종 (건국대) | 이현도 (영남대)      | 지명안함        | 지명안함          | 지명안함            | 지명안함        | 윤영노 (숭실대)                                                                                     |
| 성남 일화 천마     | 전현철 (아주대) | 김태유 (용인대)      | 이재광 (인천대) | 박세영 (동아대)   | 김현우 (광운대)     | 견희재 (고려대) | 배기진 (명지대), 이창원 (광운대), 전관우 (상지대) 김영재 (광명공고)                                 |
| 수원 삼성 블루윙즈 | 안영규 (울산대) | 박용재 (아주대)      | 지명안함        | 지명안함          | 지명안함            | 지명안함        | 최낙민 (경기대), 이경순 (초지고), 김관철 (매탄고) 박준승 (홍익대), 전건종 (전주대), 김재환 (호원대) |
| 울산 현대          | 김현기 (한남대) | 지명안함             | 지명안함        | 정장훈 (대구대)   | 이동현 (명지대)     | 지명안함        | 김남걸 (고려대)                                                                                     |
| 인천 유나이티드    | 김주빈 (관동대) | 이준호 (중앙대)      | 구본상 (명지대) | 김재연 (연세대)   | 남일우 (광주대)     | 홍선만 (탐라대) | 정재윤 (용인대), 김영인 (배재대), 정수운 (초당대) 김정인 (전주대), 유재호 (우석대), 조성태 (대구대) |
| 전남 드래곤즈      | 홍진기 (홍익대) | 심동운 (홍익대)      | 김동철 (고려대) | 지명안함          | 손설민 (관동대)     | 지명안함        | 지명안함                                                                                            |
| 전북 현대 모터스   | 박세직 (한양대) | 김우철 (단국대)      | 지명안함        | 지명안함          | 정재원 (제주중앙고) | 지명안함        | 강주호 (경희대), 홍주빈 (동의대), 윤동규 (고려대) 이형기 (한라대), 신학섭 (충북대), 이동민 (동강대) |
| 포항 스틸러스      | 김찬희 (한양대) | 윤준성 (경희대)      | 지명안함        | 배슬기 (경찰)     | 지명안함            | 지명안함        | 김은총 (연세대)                                                                                     |
| FC 서울            | 윤성우 (상지대) | 이택기 (아주대)      | 김용찬 (아주대) | 지명안함          | 지명안함            | 지명안함        | 주익성 (태성고), 유상희 (고려대), 곽중근 (용인대) 이승규 (선문대), 조호연 (광운대)                  |
| 제주 유나이티드    | 한용수 (한양대) | 진대성 (전주대)      | 장정현 (경희대) | 지명안함          | 지명안함            | 지명안함        | 김선진 (전주대), 노성찬 (전주대), 이성현 (연세대)                                                   |

## 참고 자료
- 2012 신인선수 선발 드래프트 결과 - K리그 공식 웹사이트
- 2012 신인 드래프트 클럽 우선지명 선수 공시 - K리그 공식 웹사이트